# Supremacia
Supremacia (títol original en anglès, Supremacy) és una pel·lícula de thriller i drama del 2014 dirigida per Deon Taylor, escrita per Eric J. Adams i protagonitzada per Joe Anderson, Dawn Olivieri i Danny Glover. La pel·lícula narra els fets reals del comtat de Sonoma (Califòrnia) del 29 i 30 de març de 1995, perpetrats pels membres de la Germandat Ària Robert Walter Scully Jr. i Brenda Kay Moore: després de matar a trets un agent de policia, el neonazi Garrett Tully, juntament amb la seva companya, Doreen Lesser, va entrar en una casa i va prendre com a ostatges una família afroamericana. S'ha doblat i subtitulat al català.
La pel·lícula es va estrenar al Festival de Cinema de Los Angeles el 12 de juny de 2014 i va arribar als cinemes dels Estats Units el 30 de gener de 2015.